# Mal di montagna
Il mal di montagna (AMS o acute mountain sickness per gli anglosassoni) è una condizione patologica causata dal mancato adattamento dell'organismo alle grandi altitudini, in particolare dovuta alla più bassa pressione atmosferica che determina una ridotta presenza di ossigeno nell'organismo generando uno stato di generale ipossia. Generalmente si verifica al di sopra dei 2.500 metri s.l.m.. Si tratta di una condizione minacciosa che, nei casi più gravi, se non tempestivamente e opportunamente trattata può anche essere letale.

## Descrizione

### Introduzione
Soggetti diversi hanno differente suscettibilità al mal di montagna. Per alcuni soggetti i sintomi iniziano a comparire al di sopra dei 1500 m s.l.m. Diete ad alto contenuto di carboidrati possono fornire un sollievo sintomatologico. I carboidrati, a differenza dei lipidi, possono essere metabolizzati in condizioni muscolari anaerobiche e consentono di mantenere un adeguato livello di glicemia, indispensabile per l'attività del SNC. I sintomi sotto riportati sono infatti riconducibili agli effetti neurologici delle condizioni di ipossia e ipoglicemia. L'ipossia è almeno parzialmente risolvibile tramite un adeguato periodo di acclimatamento. La velocità di ascensione, l'altitudine raggiunta, l'entità dell'attività fisica ad alta quota e la suscettibilità individuale sono tutti fattori che contribuiscono all'incidenza e alla severità del mal di montagna.

### Segni e sintomi
La cefalea è solitamente il primo sintomo del mal di montagna. 

Quando si associa a uno dei seguenti sintomi:
- Anoressia (perdita di appetito), nausea o vomito
- Fatica o astenia
- Vertigini o senso di stordimento
- Insonnia
- Irritabilità

deve subito indurre a sospettare la diagnosi.
L'edema polmonare da alta quota (High-altitude pulmonary edema, HAPE) e l'edema cerebrale sono i più minacciosi tra questi sintomi, mentre emorragia retinale e edemi periferici sono forme più lievi del malessere.
I primi sintomi del mal di montagna comprendono fiacchezza, malessere generico e debolezza, in particolare durante gli sforzi fisici. Sintomi più severi sono cefalea, insonnia, battito cardiaco costantemente accelerato, nausea e talvolta vomito, in particolare nei bambini. Sintomi estremi comprendono confusione mentale, psicosi, allucinazioni visive, sintomi derivanti dall'edema polmonare (fluidi nei polmoni) quali tosse persistente, e infine raptus, coma e morte.

### Casi gravi
I sintomi più seri di mal di montagna sono dovuti all'edema (accumulo di fluidi nei tessuti corporei). A grandi altitudini, gli esseri umani possono contrarre edema polmonare da alta quota (HAPE), o edema cerebrale da alta quota (HACE). Queste sindromi sono potenzialmente fatali. La causa fisiologica degli edemi indotti dall'alta quota non è stata stabilita definitivamente. Per chi soffre di HAPE o HACE, il dexametasone può fornire sollievo temporaneo che consente di poter scendere di quota con le proprie forze.
L'HAPE si manifesta all'incirca nel 2% delle persone che si adattano ad altitudini di circa 3000 m o più. Può minacciare la vita. I sintomi comprendono affaticamento, dispnea, cefalea, nausea, tosse secca senza flemma, edema polmonare, ritenzione di fluidi nei reni e rantoli. La discesa ad altitudini inferiori allevia i sintomi dell'HAPE.
L'HACE è una condizione rischiosa per la vita che può portare al coma e alla morte. Si verifica all'incirca nell'1% delle persone che si adattano ad altitudini di circa 2700 m o più. I sintomi comprendono cefalea, affaticamento, indebolimento della vista, disfunzioni alla vescica e all'intestino, perdita di coordinazione, paralisi laterale, confusione, e riflessi rallentati. La discesa ad altitudini più basse può salvare la vita a chi viene colpito dall'HACE.

## Acclimatamento all'altitudine
L'acclimatamento all'altitudine è uno stato di adattamento a livelli inferiori di ossigeno ad alte quote, raggiungibile attraverso un processo di adattamento, detto acclimatazione, allo scopo di evitare il mal di montagna. Durante questo periodo la mancanza di ossigeno nel sangue induce principalmente la produzione di un ormone, l'Eritropoietina (EPO), il quale promuove lo sviluppo di nuovi globuli rossi, aumentando pertanto la capacità dell'organismo di prelevare ossigeno dall'aria.
In alta montagna, l'ossigeno presente nella miscela gassosa che compone l'aria che respiriamo è presente nella stessa percentuale di quella al livello del mare. Cambia però la pressione parziale che si riduce notevolmente con l'aumentare della quota e diminuisce dunque la quantità di ossigeno per unità di volume. È questo il motivo per il quale al nostro organismo arriva un apporto di ossigeno insufficiente.
Una volta superati i 3.000 metri la gran parte degli scalatori e degli escursionisti d'alta quota segue la "regola aurea" - cammina/scala in alto, dormi in basso. Per gli scalatori d'alta quota, il modo per acclimatarsi consiste nello stare per alcuni giorni al campo base, arrampicarsi (lentamente) fino a un campo più alto, starvi inizialmente per una notte, quindi tornare al campo base. Questo procedimento viene ripetuto alcune volte, aumentando ogni volta il tempo trascorso a quota più elevata, così da abituare il corpo ai livelli di ossigeno. Una volta che lo scalatore si è abituato a tale altitudine, il processo viene ripetuto con un campo posto a quota più alta. La regola generale è quella di non salire più di 300 metri al giorno per dormire. Ciò significa che si può scalare passando da 3000 a 4500 metri in un giorno, ma si deve discendere fino a non più di 3300 per dormire. Questo processo non può essere accelerato, e ciò spiega perché gli scalatori devono passare giorni (o anche settimane a volte) per acclimatarsi, prima di tentare la scalata ad un'alta vetta.
L'acetazolamide può aiutare alcune persone nel velocizzare il processo di acclimatamento e può trattare casi lievi di mal di montagna. Anche bere molta acqua aiuta nell'acclimatamento, per sostituire i fluidi persi attraverso la respirazione più pesante. È talvolta possibile controllare un lieve mal di montagna prendendo volontariamente dieci o dodici ampi e rapidi respiri ogni cinque minuti. Se ciò viene fatto ripetutamente, si può espellere troppa anidride carbonica (iperventilazione e conseguente alcalosi respiratoria) provocando un formicolio alle estremità del corpo. Altri trattamenti comprendono steroidi iniettabili per ridurre l'edema polmonare, bombole d'aria compressa per aumentare l'apporto di ossigeno e alleviare i sintomi, ma la misura ideale da intraprendere nei confronti di persone colpite dal mal di montagna è la discesa o il trasporto a valle.
L'unica vera cura quindi una volta che compaiono i sintomi è quella di portare il malato ad altitudini più basse. Per casi seri di mal di montagna, può essere usata una sacca di Gamow per ridurre l'altitudine effettiva fino a 1500 metri in meno. Una sacca di Gamow è una sacca portatile in plastica, gonfiabile con una pompa.